# Siójut
Siójut é um município da Hungria, situado no condado de Somogy. Tem 10,73 km² de área e sua população em 2019 foi estimada em 628 habitantes.